# Delmer Daves
Delmer Daves (São Francisco, 24 de julho de 1904 – La Jolla, 17 de agosto de 1977) foi um roteirista, diretor e produtor de cinema estadunidense.

## Biografia
Nascido em São Francisco, Delmer Daves primeiro tentou a carreira de advogado, mas quando ainda estudava na Universidade de Stanford, interessou-se pela indústria cinematográfica, participando da produção do faroeste de 1923, The Covered Wagon, e depois trabalhando como técnico em numerosos outros filmes. Mesmo se formando advogado, ele continuou com sua carreira em Hollywood.
Logo após se mudar para Hollywood em 1928, começou a carreira de roteirista. Seu primeiro crédito foi na comédia So This Is College, produzida pela Metro-Goldwyn-Mayer. Durante os anos de 1930, ganhou reputação como escritor e roteirista, embora também aparecesse como ator em pequenos papéis, sem crédito. Roteirizou os bem sucedidos musicais de Dick Powell Dames, Flirtation Walk e Page Miss Glory entre 1934 e 1935. Mas Daves atingiu o auge do reconhecimento como roteirista com The Petrified Forest (1936) e Love Affair (1939).
Daves partiu para a direção no filme de guerra Destination Tokyo de 1943. Durante os 22 anos nessa nova função, são considerados notáveis, os seus trabalhos em Dark Passage (1947), narrado em primeira pessoa com um grande efeito dramático; o faroeste Broken Arrow (1950); o clássico 3:10 to Yuma (1957), o drama de guerra Never Let Me Go (1953) e o melodramático A Summer Place (1959). 
Daves ganhou uma indicação para o prêmio dos Directors Guild of America pelo seu trabalho de 1958, Cowboy. Spencer's Mountain (1963), que ele escreveu, dirigiu e produziu baseado em novela autobiográfica do mesmo nome de Earl Hamner, também foi outro trabalho memorável. 
Daves foi casado com a atriz Mary Lawrence de 1938 até a sua morte.

## Filmografia selecionada
- Queen Kelly (1929, roteirista)
- Dames (1934, roteirista)
- Flirtation Walk (1934, roteirista)
- Page Miss Glory (1935, roteirista)
- The Petrified Forest (1936, roteirista)
- Love Affair (1939, roteirista)
- You Were Never Lovelier (1942, roteirista)
- Destination Tokyo (1943, diretor e roteirista)
- The Very Thought of You (1944,  diretor e roteirista)
- Hollywood Canteen (1944, diretor e roteirista)
- Pride of the Marines (1945, diretor)
- The Red House (1947, diretor e roteirista)
- Dark Passage (1947, diretor e roteirista)
- Task Force (1949, diretor e roteirista)
- Broken Arrow (1950, diretor)
- Bird of Paradise (1951, diretor e roteirista)
- Never Let Me Go (1953, diretor)
- Drum Beat (1954, diretor, roteirista e produtor)
- The Last Wagon (1956, diretor e roteirista)
- Jubal (1956, diretor e roteirista)
- 3:10 to Yuma (1957, diretor)
- An Affair to Remember (1957)
- Cowboy (1958, diretor)
- The Badlanders (1958, diretor)
- The Hanging Tree (1959, diretor)
- A Summer Place (1959, diretor, roteirista e produtor)
- Parrish (1961, diretor, roteirista e produtor)
- Rome Adventure (1962, diretor, co-roteirista e produtor)
- Spencer's Mountain (1963, diretor, roteirista e produtor)
- Youngblood Hawke (1964, diretor e roteirista)
- The Battle of the Villa Fiorita (1965, diretor, produtor e roteirista)